# Michael Sternkopf
Michael Sternkopf (* 21. April 1970 in Karlsruhe) ist ein ehemaliger deutscher Fußballspieler.

## Karriere

### Vereine
Sternkopf begann mit fünf Jahren beim SV Nordwest Karlsruhe mit dem Fußballspielen, wechselte 11-jährig in die Jugendabteilung des Karlsruher SC und rückte 18-jährig – mit einem Lizenzspielervertrag ausgestattet – in die Bundesligamannschaft auf. 1988/89, in seiner ersten Profisaison, kam er in den letzten vier Spielen zum Einsatz und erzielte zwei Tore. Sein Bundesligadebüt krönte er am 25. Mai 1989 (31. Spieltag) bei der 2:3-Niederlage im Heimspiel gegen Bayer 04 Leverkusen gleich mit seinem ersten Tor, dem Treffer zum zwischenzeitlichen 1:0 in der 6. Minute.
1990 wechselte Sternkopf, der zu dieser Zeit zu den größten Talenten der Bundesliga zählte, für 3,4 Millionen DM zum FC Bayern München. Dort spielte er fünf Jahre und gewann 1994 den einzigen Titel seiner Profikarriere, als die Mannschaft Deutscher Meister wurde. Des Weiteren wurde er fünfmal im DFB-Pokal-Wettbewerb und zehnmal in den internationalen Pokal-Wettbewerben eingesetzt.
1995 wechselte er zum Ligakonkurrenten Borussia Mönchengladbach, spielte dort 32 Mal, erzielte fünf Tore und kam in der Folgesaison nur noch zweimal zum Einsatz. Daraufhin wechselte er in der Winterpause für 300.000 DM zum Ligakonkurrenten SC Freiburg, den er nach Ende der Spielzeit 1996/97 und 16 torlosen Ligaspielen verließ. Bei der Auswärtspartie gegen Werder Bremen am 15. Februar 1997, dem 18. Spieltag der Saison, wurde Sternkopf zwei Minuten nach seiner Einwechselung des Feldes verwiesen. Als Grund gab der Schiedsrichter, Georg Dardenne, an, dass Sternkopf zum ihm gesagt habe: „Schiedsrichter, Sie betrügen uns.“
Von 1997 bis 2003 – Sternkopfs längste Zeit bei einem Klub – spielte er für Arminia Bielefeld, davon drei Jahre in der 2. Bundesliga. In seiner letzten Saison kam er zu keinem Einsatz mehr: Der bei den Fans sehr beliebte Sternkopf zog sich eine schwere Verletzung zu, von der er sich nie mehr vollständig erholen sollte. Laut eigener Aussage zählten die Wiederaufstiege der Arminia in die Bundesliga  (1999 und 2002) zu seinen größten Erfolgen dort.
Sternkopf wechselte zum sich abzeichnenden Ende seiner Laufbahn im Februar 2004 in die Regionalliga Süd zu Kickers Offenbach, für die er am 6. März – bei der 1:2-Heimniederlage gegen den SV Wehen – seine einzige Partie bestritt. Mit der Auswechslung in der 70. Minute für Ole Budtz endete gleichzeitig seine aktive Fußballkarriere, da er in der Folgesaison bis zum 31. Dezember 2004 nicht mehr zum Einsatz kam.
Sternkopf bestritt insgesamt 210 Bundesliga- (15 Tore), 47 Zweitligaspiele (ein Tor) und ein Spiel in der Regionalliga Süd.

### Nationalmannschaft
Sternkopf spielte siebenmal für die U-21-Nationalmannschaft. Sein erstes Länderspiel bestritt er – in der 71. Minute für Oliver Bierhoff eingewechselt – am 5. September 1989 beim 1:1-Unentschieden gegen die Auswahl der Tschechoslowakei in Příbram. Am 28. Februar 1990 gewann die U-21-Auswahl in Alès durch sein (erstes) Tor mit 1:0 gegen die Auswahl Frankreichs und auch am 9. Oktober 1990 gewann sein Team durch ein Tor von ihm beim 2:1-Sieg gegen die Auswahl Schwedens in Uppsala. Sein letztes Spiel im Nationaltrikot bestritt er am 30. Oktober 1990 beim 3:0-Sieg gegen die gastgebenden Luxemburger. Darüber hinaus wurde er auch einmal, am 28. August 1990, in die Olympia-Auswahlmannschaft berufen, die in Amadora ein 1:1-Unentschieden gegen die Auswahl Portugals erzielte.

### Sonstiges
Im Sommer 2006 wurde er zu einem der hessischen Botschafter für die Weltmeisterschaft 2006 ernannt. Michael Sternkopf nimmt regelmäßig an Benefiz-Fußballspielen (z. B. All-Star-Team des FC Bayern München) teil, deren Gewinn gemeinnützigen Vereinigungen zugutekommt.
Sternkopf war nach seinem Karriere-Ende bei Kickers Offenbach bis Sommer 2011 als Marketingleiter, danach als Organisationsleiter tätig. Zu seinem  Aufgabengebiet gehörte die vollständige Organisation der Profiabteilung der OFC GmbH einschließlich der Vertragsverhandlungen mit Spielern. Im Oktober 2011 legte Sternkopf sein Amt bei Kickers Offenbach nieder und begab sich aufgrund eines Burn-out-Syndroms in ärztliche Behandlung.
Nach seiner Genesung gewährte Michael Sternkopf tiefe Einblicke in seine vormalige Leidenszeit. Er spricht seither in Firmen, Gemeinden und Vereinen darüber, wie er die schwierigste Phase seines Lebens überwunden hat, und darüber, was es mit einem Menschen machen kann, wenn er ständig stark sein muss und keine Schwächen zeigen darf. Dazu macht er Projekte mit Kindern und Jugendlichen. Außerdem ist er Ehrenmitglied bei I.P.F. e. V.
Titel und Auszeichnungen
- Meister: 1994 (Bayern München)
- Superpokalsieger: 1991 (Bayern München)
- Zweitligameister:  1999 (Arminia Bielefeld)
- hessischer Landespokal: 2004, 2005 (Kickers Offenbach)[7]